# Гетисбуршка операција
Гетисбуршка операција (енгл. Gettysburg campaign), неуспешна офанзива војске Конфедерације под командом генерала Роберта Лија у Мериленд и Пенсилванију у јуну 1863.

## Позадина
Победу код Чанселорсвила искористио је Југ да преотме стратегијску иницијативу, други и последњи пут у Америчком грађанском рату. На то га је натерала све тежа економска ситуација коју је рђава жетва из 1862. нагло погоршала. У исто време се политичка ситуација Севера заоштрила у кризу, пошто су тамошње присталице мира и ропства бивале све гласније. Џеферсон Дејвис је сматрао да би офанзивним ударцем могао брзо решити рат, управо натерати Север да одустане од своје намере да успостави интегритет САД оружаном силом, чиме би се обезбедила независност робовласничког Југа.

## Операције
Почетком јуна 1863. поново је кренуо Ли за Мериленд долином Шенандое. Располагао је са 80.000 људи формираних у 3 корпуса и једну коњичку дивизију. Заповедник унионистичке војске Потомака Џозеф Хукер је намеравао да угрози Ричмонд, али су председник Линколн и главокомандујући генерал Хенри Хелек тражили од њега да непосредно заштити Вашингтон, па је и он кренуо на север. Противничке армије марширале су паралелно западно и источно од Блу Риџа. Ли је прешао Потомак 20-23. јуна код Шепердстауна и наставио за Херисбург, Хукер 26. јуна код Едвардс Ферија и кренуо за Фредерик. Ту га је 28. јуна сменио генерал Џорџ Мид, један од потчињених команданата корпуса, пошто се Вашингтон није сложио са његовим даљим оперативним намерама. Мид је пратио покрет Лија на север како се захтевало из Вашингтона. Изненадно за обе стране до судара је дошло 1-3. јула код Гетисбурга, важног саобраћајног чвора Пенсилваније. Битка код Гетисбурга развија се из сусрета. Првог дана унионисти, избачени из града, задржали су се непосредно на висовима јужно. Идућа два дана Ли је нападао низом недовољно координираних акција. Четвртог дана он се неометано повукао. Мид, стално у пасивној одбрани, не искоришћава успех, мада је био изразито надмоћан. Не предузима никакав противнапад да би довршио победу. Истина, изгубио је доста људи, око 23.000 од 90.000 ангажованих, али Ли још више, вероватно око 28.000 од 75.000 колико је имао, мада званични извештаји помињу само 20.000.

## Последице
Наредних дана Ли је одступио преко Потомака, затим долином Шенандое. Мид га је опрезно пратио источно од Блу Риџа. Узалуд су га Линколн и Хелек подстицали на енергичну акцију. Крајем јула обе стране поново је делио Репехенок. Отада у Вирџинији све до пролећа 1864. није било операција од значаја.